# Sopassure
Sopassure est une holding détenue à 50,10 % par La Banque Postale et à 49,90 % par le groupe BPCE, qui détient 35,48 % de l'assureur-vie CNP Assurances; elle est le deuxième actionnaire, derrière la Caisse des dépôts (40 %),,.
Un pacte d'actionnaire a été signé pour la première fois en 1998 entre l'État, la Caisse des Dépôts, et Sopassure, pour une action de concert autour de CNP Assurances. Il a été prolongé à plusieurs reprises et stabilise le capital de CNP Assurances jusqu'à fin 2015.